# 朴鳳宇
朴 鳳宇（パク・ポンウ、朝鮮語: 박봉우、1934年7月24日 - 1990年3月2日）は、大韓民国の詩人。
号は秋風嶺（チュプンニョン、추풍령）。

## 生涯
全羅南道光州生まれ。ソソク国民学校、光州西中学校、光州高等学校を経て、1959年全南大学校文理科大学政治学科卒業。 
1956年、朝鮮日報新春文芸に詩『休戦線』が当選して文壇に登場した。 全羅南道文化賞・1962年度年度の現代文学新人賞を受賞した。
急病により56歳で死去した。

## 詩集
- 《휴전선(休戰線)》(정음사 1957)
- 《겨울에도 피는 꽃나무》(백자사 1959)
- 《4월(四月)의 화요일(火曜日)》(성문각, 1962)
- 《황지(荒地)의 풀잎》(창작과비평사 1976)
- 《서울 하야식》(전예원 1986)
- 《딸의 손을 잡고》(사사연 1987)
- 《시인의 사랑》(일선출판사 1989)